# Mailáth János
Mailáth János (másként Majláth) (Pest, 1786. október 5. – 1855. január 3.) gróf, német-magyar történetíró, publicista és költő.

## Életpályája
Mint nagy tekintélyű és műveltségű főúr, Majláth József egykori osztrák államminiszter egyik fia, gondos házi nevelésben részesült. Egerben végezte a bölcseletet, Győrben a jogi tanulmányokat. Megkísérelte, de szemeinek gyöngesége miatt tíz év múlva abbahagyta az állami szolgálatot. Két évig sem olvasnia, sem írnia nem volt szabad, azonban, hajlamait követve, mégis az irodalomra szánta magát. Már korán írogatott költői műveket; de különösen a történelemmel és név szerint Magyarország és az osztrák császárság történetével foglalkozott német nyelven, amiben kitűnő emlékező tehetségének nagy hasznát vette.
Költői tevékenységének eredményei: a Köffingerrel együtt kiadott: Kalocsaer [Koloczaer] Codex altdeutscher Gedichte (Pest, 1818) és az ebből kiválogatott jelesebb költemények gyűjteménye: Altdeutsche Gedichte (Stuttgart, 1819); továbbá: Gedichte (lírai költemények, Bécs, 1824); Magyarische Sagen, Märchen und Erzählungen (Brünn, 1825; 2. kiad. Stuttgart és Tübinga, 1837), melyeket Kazinczy Ferenc fordított magyarra és Kazinczy Gábor adott ki, 1864-ben. E gyűjtemény nagy megbecsülést szerzett a művelt külföld előtt a magyar népszellemnek; Magyarische Gedichte (Stuttgart, 1825); fordításban pedig: Himfys auserlesene Liebeslieder (a magyar eredeti szöveggel együtt, Pest, 1829; 2. kiad. az eredeti nélkül, Pest, 1831). Történelmi művei: Geschichte der Magyaren (5 köt., Bécs, 1828-31); Geschichte des österr. Kaiserstantes (3 köt., Hamburg, 1834-1842); Der ung. Reichstag von 1830 (Pest, 1831); Geschichte der Stadt Wien (Bécs, 1832); Das ungarische Urbarialsystem (Pest, 1838); Vallásmozgalmak Magyarországban (uo. 1844), amelyben a reformáció kezdetétől 1843-ig tárgyalja az egyházi viszonyok történetét. Ugyanez német nyelven: Die Religionswirren in Ungarn (2 köt., Regensburg, 1845).
Ezenkívül írt még magyar nyelvtant is, szintén német nyelven (Pest, 1830; 2. kiadás 1838) és Mnemonikát ugyancsak németül (Bécs, 1842). Kiadta a pesti Iris című német almanachot (1839-47). Egy ideig a Pesten megjelent, konzervatív és papi iránynak hódoló Nemzeti Újságnak is volt szerkesztője. Összes munkái több mint 60 kötetre terjednek. Több becses történelmi értekezése is megjelent hírlapokban, különösen a Századunkban, 1839-ből: Zrinyi Ilona utolsó napjai; Péczely József Magyarok történetének ismertetése s birálata, mely a szerzővel erős polémiára vezetett; Crouy nemzetség származásáról (Nemz. Újs., 1844); A budapesti áradások egy század óta (Századunk, 1838); Aviticitas hist. szempontból (Nemz. Újs., 1843); A sz. k. városok szavazati joga (Nemz. Újs., 1844); Magyar szini ügy és dráma-irodalom (Nemz. Újs., 1844) stb.
Időnként több ízben vett részt a pozsonyi országgyűléseken; politikai jellemet és függetlenséget ugyan (ekkor már erősen meggyengült vagyoni viszonyai közt) nem tanúsított, de kitűnt jeles emlékezőtehetsége, történeti jártassága és bő adatismerete által. A Pest vármegyei gyűléseken is fellépett konzervatív szellemben és erősen küzdött az ékesszóló Kossuth Lajos ellenében, históriái és törvénytudományi egyes tételekre nézve nagy szakismerettel, de sikertelenül. 1848-ban Bajorországba ment leányával együtt, 1853 őszétől 1854 tavaszáig ő tartott előadásokat Ferenc József jegyesének mint leendő magyar királynénak, a magyar történelemből. Létbizonytalanságtól zaklatva és kétségbeesve a bajorországi Starnbergi-tóba ölte magát leányával, Henriettével együtt 1855. január 3-án, közvetlenül azelőtt, hogy a várt segély megérkezett számára. Az irodalomnak élt utolsó percéig és leginkább arra áldozta fel tetemes örökölt vagyonát (Pest vármegyében övé volt a törökbálinti uradalom, Buda közelében), amely amikor végképp elfogyott, élni tovább nem akart. Fiától, Kálmántól jelent meg 1883-ban: A Majáth-család tragédiája.
Cikkei a Hormayr Archivjában (1817. Der Wegweiser, Raab im J. 1598., Der Pilger, 1820. Magyarische Gedichte, 1823. Aus einem Cyclus magyarischer Sagen: Der Schatz, Das Schwert Zuniga, Elisabeth Königin von Ungarn, 1825. Pengő, eine ungarische Sage); a Vaterl. Almanach von Ungarnban (kiadta Zerffi J. S. és Habermann J. F. 1821. Költemények); az Ajándékban (1821. költemény); az Aurorában (1822. Vili táncz és költ., 1823. költ., 1824. A sóbányák, Feladott szók, 1825. Füred, 1830. Zrinyi Ilona); a Hebeben (1824. Adakozóság és igazság, 1825-1826. költ.); a Muzarionban (IV. 1829. A fal közé zárt); a Századunkban (1838. A budapesti áradások egy század óta, 1839. Zrinyi Ilona utolsó napjai, Péczely József, Magyarok történetének ismertetése s bírálata, mely a szerzővel erős polémiára vezetett); az Iris Almanchban (1840. Helena Zrinyi, 1843. Isabella Zápolya, 1846. beszély, 1847. Scenen aus der ungarischen Geschichte, 1848. Johann Zápolya's Königswahl und Krönung); a Nemzeti Ujságban (1843. 53. sz. Aviticitás historiai szempontból, 12. sz. könyvism., 1844. II. 57. sz. Croy nemzetség származásáról, 9., 11. sz. A szabad kir. városok szavazati joga, 11., 13-16. sz. Magyar szini ügy és drámairodalom); a Honderűben (1844. I. Gili, az oláh regélő nő, tündérrege); a Budapesti Hiradóban (1846. 408. és 418. sz. könyvism.); a Jahrbuch des deutschen Elements in Ungarnban (1846. Königin Gertrud und Klara Zach). Kiadta: Magyarországi és erdélyi késmárki Tököly Imre titoknokának Komáromi Jánosnak diariumát és xperientiáját 1697. 8. oct.-1703. febr. 1. (Kliegl Könyv 1842. I.) A 20-as és 30-as években munkatársa volt több külföldi évkönyvnek és folyóiratnak, így az Aglaja, Ceres, Huldigung der Frauen, Wiener Zeitschrift, a stuttgarti Morgenblatt és Hormayr Taschenbuchjainak.

## Munkái
- Koloczaer Codex, altdeutscher Gedichte. Herausg. von ... und Joh. Paul Höffinger. Pesth, 1817
- Altdeutsche auserlesene Gedichte, neudeutsch bearbeitet. Stuttgart, 1819
- Gedichte. Bécs, 1824
- Magyarische Sagen und Märchen. Brünn, 1825 (Bevezetésül: Ueberischt der Geschichte der magyarische Poesie. 2. kiadás: Magyarische Sage, Märchen und Erzählungen cz. Stuttgart und Tübingen, 1837. Két kötet. Ismertette: Figyelő, 1877. Magyarul: ford. Kazinczy Ferenc, kiadta Kazinczy Gábor. Pest, 1864. Ism. Sürgöny 1863, 289., 290. szám)
- Geschichte der Magyaren. Bécs, 1828-31. Öt kötet (az I-III. kötet 2. jav. és bőv. kiadása az elsőnek, a IV. k. Neuere Geschichte der Magyaren von Maria Theresia bis 1848, az V. k. a. Die Revolution 1848 und 1849. E címmel is: Heeren und Uckert, Geschichte der europäischen Staaten. Regensburg, 1852-53)
- Himfy's auserlesene Liebeslieder, übersetzt. Pest, 1829 (2. kiadás ugyanott, 1831)
- Über die Krönung der Könige von Ungarn. Wien, 1830
- Der ungarische Reichstag im J. 1830. Ugyanott, 1831
- Praktische ungarische Sprachlehre für Deutsche, in Fragen und Antworten. Nebst einer Auswahl deutsch-ungarischer Gespräche für das gesellschaftliche Leben. uo., 1831. (2. kiadás 1832., 3. egészen átdolg. k. a., 1838)
- Geschichte der Stadt Wien von der Gründung derselben bis 1830. Bécs, 1832
- Leben der Sophie Müller, weiland k. k. Hofschauspielerin und nachgelassene Papiere. uo., 1832, arck. és emléke rajzával
- Geschichte des österreichischen Kaiserstaates. Hamburg, 1834-50. Öt kötet (Heeren und Uekert, Geschichte der europäischen Staaten,. Ism. Blätter für Literatur. Wien, 1835. 57., 58. sz.)
- Das ungarische Urbarialsystem, oder des Grundherrn und des Bauers Wechselverhältniss in Ungarn. Pest, 1838
- Mnemonik, oder Kunst das Gedächtniss nach Regeln zu stärken und dessen Kraft ausserordentlich zu erhöhen. Mit 2 Tafeln, welche den mnemonischen Zahlentypus und die mnemonischen Buchstaben bildlich darstellen. Bécs, 1842
- Vallásmozgalmak Magyarországban. Pest, 1844–1846. Két kötet (németül: Regensburg, 1845)
- Der Dorfnotär. Von Jos. Freiherrn von Eötvös. Aus dem ungarischen übersetzt. Pest, 1846, három kötet (2. kiadás. Ugyanott, 1851-ben újra kiadta a Bibliothek der Gasmmtliteratur des Inn- und Auslandes. Halle a. d. S., 1895. 849-856.)
- Der animalische Magnetismus als Heilkraft. Regensburg, 1851
- Gedrängte Geschichte des österreichischen Kaiserstaates bis auf die neueste Zeit. Wien, 1851, négy füzet (2. kiadás 1854., 3. k. 1858, uo.)
- Märchen und Sagen. Eine Auswahl. Herausg. von Heinrich Apel. London, 1862 (Zaberhelene, Der Willi-Tanz, Die Salzgewerke, Die Gaben)
- Kazinczy Ferenc: Magyar regék, mondák és népmesék; Majláth János után; kiad. Kazinczy Gábor; Heckenast, Pest, 1864

Szerkesztette és kiadta az Iris c. zsebkönyvet Pesten 1840-től 1848-ig hat-hat acélmetszettel, az I. évfolyamot Saphir Zsigmonddal, a többit egyedül; a Nemzeti Ujságot 1844 II. felében Kovacsóczy Mihállyal együtt.
Levelei a Magyar Nemzeti Múzeumban: Horvát Istvánhoz, Buda, 1816. aug. 27., dec. 11., Nagyugróc 1820. jún. 5., aug. 22.; Vogl Jánoshoz, Pest, 1838. ápr. 10., 1843. febr. 27., 1847. márcz. 17., Pozsony, 1840. dec. 25.; Kind Mórichoz, Pest, 1840. júl. 24.; Hofmeister Adolfhoz 1844. febr. 22.; az Allgemeine Zeitunghoz, Pozsony, 1844. febr. 22., München, 1853. szept. 18., 26.; Calve könyvkereskedőhöz 1849. márc. 22.; ismeretlenhez Buda, 1817. jan. 6., szept. 20., Pest, 1840. dec. 26. és öt levele Rumyhoz a Magyar Tudományos Akadémia levéltárában. Kézirata a Magyar Nemzeti Múzeumban: Geschichte der Fronde oder der Bewegungen in Frankreich. Ívrét 136 levél.

### Színműve
- Zelmira vagy Zuniga kardja, dráma öt felvonásban, ford. Balláné. (Pesten írta 1833-ban, ahol abban az évben háromszor adták elő és Debrecenben szeptember 14-én)